# Dany Verlinden
Daniël "Dany" Verlinden, född 15 augusti 1963, är en belgisk före detta professionell fotbollsmålvakt som spelade för fotbollsklubbarna Lierse och Club Brugge mellan 1980 och 2004. Han vann fem ligamästerskap, fem belgiska cuper och tio belgiska supercuper med Club Brugge. Verlinden spelade också en landslagsmatch för det belgiska fotbollslandslaget 1998.
Efter den aktiva spelarkarriären har han varit målvaktstränare först för Club Brugge, sen för det tunisiska Club Africain och nu för Cercle Brugge.